# DirectX
DirectX är en API (application programming interface) för spelprogrammering, skapat av Microsoft.

## Historik
DirectX skapades i syfte att underlätta kommunikationen mellan datorspel samt hårdvaran som kör spelet. Detta underlättade arbetsbördan för spelutvecklare, som tidigare behövt programmera spel på olika sätt för olika hårdvarufamiljer. Med DirectX kunde spelutvecklare nu programmera sina spel på ett sätt. DirectX blev slutligen en integrerad komponent i Windows 95. Inte många klagade på de andra delarna av DirectX, men flera spelutvecklare ansåg att Direct3D var en dålig idé då OpenGL redan var en industristandard. 
Microsoft utvecklade en slimmad specialversion av DirectX för Xbox i samarbete med nVidia. Denna version är ännu mycket mer hårdvarunära än vanliga DirectX.
Ännu en version specialutvecklades för Xbox 360 och möjligtvis Xbox One.

## DirectX
API:en (Application program interface) inkluderar flera delkomponenter. Till exempel DirectSound, för ljud. Direct3D, för 3D-grafik.

### Direct3D
Direct3D är 3D-acceleratorAPI:et som följer med DirectX. Det används för renderingen av WinFX .NET-grafik i Windows Vista. Direct3D konkurrerar med AMD:s Mantle, samt med OpenGL vars specifikationer är helt öppna.
Direct3D används flitigt vid utveckling av datorspel för Microsoft Windows, Xbox och Xbox 360. De senaste versionerna av Direct3D är exklusiva till specifika versioner av Windows. De skäl som Microsoft hävdar, är att det finns omfattande förändringar i Windows grafikarkitektur, särskilt införandet av Windows Display Driver Model. Kritiker menar att det kan ligga kommersiella motiv bakom det också. Både Direct3D 9Ex och Direct3D 10 förlitar sig på WDDM-infrastruktur samt WDDM-drivrutiner.

### DirectPlay
DirectPlay är ett API främst avsett för flerspelar-spel över Internet, men hade ganska dåliga prestanda och utvecklingen har lagts ner. Spelutvecklare uppmanas numera använda de vanliga TCP/IP-API:erna istället.

### DirectSound
Ljud-API:et som ingår i DirectX. Väldigt hårdvarunära API som i stort sett bara är ett interface till ljudbuffrar som ens program får fylla i manuellt. Innehåller även visst 3D-ljudsstöd. Stöder hårdvaruacceleration av mixning och effekter.

### DirectMusic
DirectMusic är en liten ljudmotor som gör det lättare att skapa dynamisk musik som förändrar sig i takt med situationen i spelet. Då det är i stort sett begränsat till MIDI blev det aldrig särskilt populärt. XACT är den moderna ersättaren.

### XACT
API från Microsofts Xbox-division, kommer i framtiden att ersätta DirectSound/DirectMusic då dessa blivit något föråldrade.

### DirectInput
Ett API för att komma åt joysticks, tangentbord, möss på ett hårdvarunära sätt. 

### XInput
Den moderna ersättningen för DirectInput, med stöd för Xbox 360-kontroller. Ännu ett API designat av Xbox-divisionen.

## API
DirectX kostar inget att använda, och komplett dokumentation kan tankas ner från Microsofts webbplats. Anledningen till att många väljer DirectX, trots att OpenGL/OpenAL o.s.v. är öppna, är att det är mer konsekvent, har bättre stöd i drivrutiner och är mer komplett. OpenGL har en fördel med sitt tilläggssystem som gör det lätt för grafikhårdvara att använda nya finesser.

## DirectX 10
Den enda komponent som uppdaterades från DirectX 9c till version 10 var Direct3D. Från början tänkte Microsoft att det var dags för ett nytt namn och döpte det till Windows Graphics Foundation, men detta namn försvann igen och ersattes av just Direct3D 10. D3D10 var en komplett omarbetning av hela API:et, och kan skyffla data till grafikkortet betydligt snabbare än tidigare versioner. Prestandan begränsas ju dock fortfarande av vad grafikkortet klarar av.

## DirectX 11
Precis som föregångaren krävde DX11 Windows Vista eller Windows 7, men komponenten var också inbakad i Windows 8.
En av de större nyheterna i DirectX 11 var bättre funktioner för GPGPU, vilket betyder att grafikkortet kan användas till andra beräkningar än de rent grafiska. Från och med version CS4 av bildbehandlingsprogrammet Adobe Photoshop kan programmet använda grafikkortet för att avlasta processorn vid vissa typer av krävande uppgifter.
DirectX 11 innehöll bland annat en ny teknik som kallas för tesselering som gör att 3D-modeller, exempelvis människor i spel, ser mindre kantiga ut när de betraktas på korta avstånd. Grafikkortsjättarna ATI och Nvidia har en hel del produkter som stödjer DirectX 11. ATI-kort som stödjer DX11 är 5000, 6000 och 7000 serien. När det gäller Nvidia grafikkort som har stöd för DX11 är 400, 500 och 600 serien inräknade. Asus var först ut med en bärbar dator som stödde DirectX 11.

## DirectX 12
DirectX 12 släpptes 2015 tillsammans med Windows 10 och fungerar även på äldre grafikkort.

## Dominans
Direct3D konkurrerar med OpenGL när det gäller programmering av spel. Eftersom DirectX ingår i Windows och majoriteten av speltillverkarna optimerar för DirectX gör detta populariteten enorm, och i och med att formatet är hemligt skapar detta problem för Linux-stöd för spel och speltillverkares förmåga att optimera spel för Linux.
Just spel har blivit en orsak till att många använder Windows istället för Linux och Unix. Då Windows har störst utbud och Linux och Unix har ett begränsat utbud, vilket ger konkurrensfördelar eftersom allt från enkla spel till realtidsspel är möjligt att använda i Microsoft Windows.

## Uppdateringar
Nya versioner hämtas från Windows Update eller från Microsofts DirectX-sajt. Nackdelen är att de nya finesserna som varje version inför kräver bättre hårdvara än den tidigare, som kan göra det nödvändigt att byta ut vissa delar av hårdvaran.